# Phare de Point Aux Roches

Le phare de Point Aux Roches (en anglais : Point Aux Roches Light) est un phare inactif situé juste au nord du Point Au Roche State Park (en) sur le Lac Champlain, dans le Comté de Clinton (État de New York).

## Histoire
Le phare, mis en service en 1858, a été désactivé en 1989.
L'United States Coast Guard avait vendu la propriété dans les années 1930. C'est une résidence privée maintenant.

## Description
Le phare  est une tour octogonale et conique en pierre de taille avec galerie et lanterne de 15 m de haut, reliée à une maison de gardien de deux étages. La tour est non peinte et la lanterne est noire.
Identifiant : ARLHS : USA-614 .

### Lien connexe
- Liste des phares de l'État de New York